# Futbol'nyj Klub Desna-3 Černihiv
Il Futbol'nyj Klub Desna-3 Černihiv (in ucraino футбольний клуб Десна Чернігів?), noto semplicemente come Desna-3 Černihiv è la terza squadra del Desna Černihiv, società di calcio di Černihiv, in Ucraina. Dal 2022 la società sospende tutte le attività a causa dell'invasione russa dell'Ucraina.

## Storia
La squadra Desna-3 è nata come vivaio e scoprire nuovi talenti, per la squadra principale Desna Černihiv. La squadra ha lanciato talenti come Bohdan Lytvynenko,, Vladyslav Shkolnyi, Maksym Shumylo e Igor Samoylenko che li ha portati a giocare anche per FC Černihiv in Druha Liha. Il club ha anche lanciato giocatori come Pavlo Shostka, Renat Mochulyak, Oleksandr Pyshchur che hanno poi giocato per Desna Černihiv.

## Stemma
Lo stemma del club creato all'inizio del 2008, conteneva l'immagine di un'aquila dallo stemma di Černihiv e quello dello stemma del principe di Černihiv Mstislav Vladimirovič l'Audace.
Lo stemma moderno, realizzato nei tradizionali colori bianco e blu del Desna, è stato presentato il 27 luglio 2016. I tifosi della squadra hanno partecipato allo sviluppo dello stemma. Sullo scudo è un'aquila stilizzata, elemento principale dello stemma cittadino di Černihiv. L'immagine dell'aquila fu usata come simbolo dei principi di Černihiv dalla metà del X secolo. La croce d'oro, che regge l'aquila, simboleggia l'importanza del cristianesimo nella storia della città, uno dei principali centri spirituali dell'Ucraina. Le strisce verticali blu e bianche si basano sulla forma in cui i giocatori del Desna giocano dal 1962. L'iscrizione "Desna" è realizzata con un carattere utilizzato sui precedenti emblemi del club.

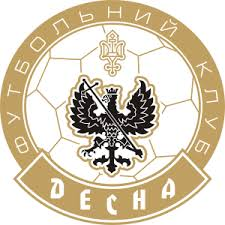
Emblema

## Stadio
La squadra gioca nello Stadio Jurij Gagarin. Lo stadio, situato a Cernihiv, fu costruito nel 1936 per 3.000 spettatori.

## Rosa 2021-2022
| N. |                    | Ruolo | Calciatore            |
| -- | ------------------ | ----- | --------------------- |
|    | Ucraina (bandiera) | P     | Oleksandr Khodachenko |
|    | Ucraina (bandiera) | P     | Yehor Kolomiyets      |
|    | Ucraina (bandiera) | D     | Bohdan Bozhok         |
|    | Ucraina (bandiera) | D     | Artur Havrylenko      |
|    | Ucraina (bandiera) | D     | Dmytro Zapeka         |
|    | Ucraina (bandiera) | C     | Oleksandr Kabushka    |
|    | Ucraina (bandiera) | C     | Serhiy Korshun        |
|    | Ucraina (bandiera) | C     | Nikita Posmashnyy     |
|    | Ucraina (bandiera) | C     | Oleksandr Savchuk     |

| N. |                        | Ruolo | Calciatore          |
| -- | ---------------------- | ----- | ------------------- |
|    | Ucraina (bandiera)     | C     | Serhiy Stepanov     |
|    | Ucraina (bandiera)     | C     | Denys Kharchenko    |
|    | Ucraina (bandiera)     | C     | Vladyslav Yefymenko |
|    | Ucraina (bandiera)     | C     | Denys Zibnytsky     |
|    | Ucraina (bandiera)     | C     | Mykola Pykhtar      |
|    | Ucraina (bandiera)     | C     | Denys Khapilin      |
|    | Ucraina (bandiera)     | C     | Stanislav Khomych   |
|    | Ucraina (bandiera)     | C     | Nazar Shevaha       |
|    | Bielorussia (bandiera) | C     | Artyom Chackevič    |